# Nustera
Nustera es un género de coleópteros crisomeloideos de la familia Cerambycidae. Se distribuyen por la península ibérica, zona mediterránea de Francia y el noroeste de  África.

## Especies
Se reconocen las siguientes:
- Nustera distigma
- Nustera lindbergi